# Dendrolobium thorelii
Dendrolobium thorelii là một loài thực vật có hoa trong họ Đậu. Loài này được (Gagnep.) Schindl. miêu tả khoa học đầu tiên.